# Farid Bellabès
Farid Bellabès est un joueur de football algérien né le 20 octobre 1985 à Oran. Il évolue au MC Oran, club pour lequel il porte le maillot n° 5.

## Carrière
- 2006-2008 :  MC Oran
- 2008-2010 :  JS Kabylie
- 2010-2011 :  MC Oran
- 2011-janvier 2012 :  USM Alger
- janvier 2012- :  MC Oran

## Palmarès
- Champion d'Algérie avec la Jeunesse sportive de Kabylie en 2008
- Vice-Champion d'Algérie avec la Jeunesse sportive de Kabylie en 2009